# Плимптон, Билл
Билл Плимптон (англ. Bill Plympton, род 30 апреля 1946) — американский аниматор, известен по его серии короткометражных фильмов про собаку Guard Dog, Guide Dog, Hot Dog и Horn Dog.

## Биография
Билл Плимптон родился 30 апреля 1946 года в Портленде, штат Орегон, у Дона и Вильды Плимптон. С 1964 по 1968 год он учился в Государственном Университете Портленда, где являлся членом кинематографического общества и работал над выпуском ежегодника. В 1968 году перевёлся в Школу Визуальных Искусств в Нью-Йорк.
Иллюстрации и комиксы Плимптона публиковались в Нью-Йорк Таймс, журналах Vogue, Rolling Stone и многих других изданиях. Серия его политических комиксов «Плимптон», которую он начал в 1975 году в Сохо Викли Ньюс, в конце концов была продана более чем двадцати изданиям для одновременной публикации. Его выдающийся стиль легко узнаваем.
Многие годы в обводке и заливке ему помогал С. Баумейн. К 2008 году Плимптон создал 31 короткометражный и 4 полнометражных мультфильма. Также он опубликовал книгу комиксов «Неряшливые комиксы Плимптона». Обычно Плимптон сначала издаёт историю в графике для сбора денег на выпуск фильма.
Вместе с другими независимыми режиссёрами Нью-Йорка Плимптон выпустил два сборника короткометражных мультфильмов «Избегайте смотреть в глаза» (Avoid Eye Contact). В 1992 году его работы появились на канале Фокс — комедийный сериал «Край» (The Edge), а также на канале МTV в конце 80-х.
С 2001 по 2003 он вместе с Доном Хэртсфелдтом гастролировал по всей Америке с программой «Шоу Дона и Билла». В 2005 году его фильм «Сторожевой пёс» (Guard Dog) был номинирован на премию Академии Киноискусства за лучший анимационный короткометражный фильм. В том же году Плимптон сделал клип для хип-хоп певца Канье Уэста «Heard 'Em Say». В 2006 году Плимптон снял клип для Странного Эла Янковича «Don’t Download This Song».
А раньше, в 1990, сделал клип для Peter Himmelman — «245 Days», что послужило основой короткометражки Faded Roads, или наоборот..? В 2008 году в клипе Parson Brown «Mexican Standoff (Falling Into You)» анимационные части принадлежат перу Билла. Актриса Марта Плимптон, «мой дальний родственник» (как её называет Билл Плимптон), была сопродюсером фильма «Hair High» и занималась подбором актёров. Среди тех, кто озвучивал фильм, был её отец Кит Кэррадайн и её дядя Дэвид Кэррадайн.
В 2008 году выпущен 80-минутный фильм «Идиоты и ангелы» (Idiots and Angels). В нём использована музыка Тома Уэйтса, Моби и группы Пинк Мартини. Гораздо более мрачная и мистическая, нежели предыдущие работы.

## Награды
- 2008 MoCCA (Museum of Comic and Cartoon Art) — Cartoonist of the Year, MoCCA Art Festival
- 2006 Special Career Award — Fantasporto Film Festival
- 2006 Winsor McCay Award; Annie Awards by ASIFA Hollywood
- 2005 2nd Oscar® Academy Award Nomination for Short Animation «Guard Dog»
- 2005 Life Time Achievement (Time Machine Award) SITGES Film Festival
- 2001 Grand Prize for Short Films, Cannes Film Festival Critics' Week
- 1987 1st Oscar® Nomination Academy Award for Short Animation «Your Face»

## Билл Плимптон в России
В России у Билла Плимптона было две выставки. Сейчас аниматора официально представляет московский Проект Инартис.

## Фильмография

### Полнометражные фильмы
- The Tune (1992)
- Я вышла замуж за странную личность![англ.] (1997)
- Мутанты из космоса[англ.] (2001)
- Волосы дыбом (2004)
- Idiots and Angels (2008)
- Пророк (2014) — фрагмент «О еде и питье»

### Live-action features
- J. Lyle (1993)
- Guns on the Clackamas (1995)
- Walt Curtis, the Peckerneck Poet (1997)

### Короткометражки
- The Great Turn On (1968)
- Lucas the Ear of Corn (1977)
- Boomtown (1985)
- Drawing Lesson #2 (1985)
- Love in the Fast Lane (1985)
- Your Face (1987)
- One of Those Days (1988)
- How to Kiss (1989)
- 25 Ways to Quit Smoking (1989)
- Plymptoons (1990)
- Tango Schmango (1990)
- Dig My Do (1990)
- The Wise Man (1990)
- Draw (1990)
- Push Comes to Shove (1991)
- Nosehair (1994)
- Faded roads (1994)
- How to Make Love to a Woman (1995)
- Smell the Flowers (1996)
- Boney D (1996)
- Plympmania (1996)
- Sex & Violence (1997)
- The Exciting Life of a Tree (1998)
- More Sex & Violence (1998)
- Surprise Cinema (1999)
- Can’t Drag Race with Jesus (2000)
- Eat (2001)
- Parking (2001)
- 12 Tiny Christmas Tales (2001)
- Guard Dog (2004)
- The Fan & The Flower (2005)
- Guide Dog (2006) (sequel to Guard Dog)
- Shuteye Hotel (2007)
- Gary Guitar (2008)
- Hot Dog (2008) (third in the Guard Dog series)
- Santa: The Fascist Years (2008)
- Horn Dog (2009) (fourth in the Guard Dog series)
- The Cow Who Wanted to Be a Hamburger (2010)

### Сборники (DVD)
- Avoid Eye Contact Vol. 1
- Avoid Eye Contact Vol. 2
- Plymptoons: The Classic Works of Bill Plympton (Special Edition) (1985)
- Plymptoons: The Complete Early Works of Bill Plympton (1992)
- Plymptoons: The Complete Works of Bill Plympton (1999)
- Bill’s Dirty Shorts (2006)
- Mondo Plympton (2007)
- Bill Plympton’s: Dog Days (2009)

### Музыкальные клипы
- Peter Himmelman — «245 Days» (1990)
- Канье Уэст — «Heard 'Em Say» (2005)
- «Weird Al» Yankovic — «Don't Download This Song» (2006)
- Parson Brown, «Mexican Standoff» (2008)

### Интервью
- Bill is Interviewed by Roger of Pete’s Basement at 2009 NYC Comic Con Time Stamp: 9:50
- Алексей Будовский. Плимптон: "Меня не волнуют мнения критиков". animatograf.ru (25 ноября 2008). Дата обращения: 24 февраля 2017.